# Adorazione dei Magi (Marco dal Pino)
L'Adorazione dei Magi è un dipinto olio su tavola (326×216 cm) di Marco dal Pino databile tra il 1551 ed il 1568 e conservato presso la basilica di San Lorenzo Maggiore a Napoli.
La datazione del dipinto non è certa e ciò che conduce l'opera al primo soggiorno napoletano del pittore senese deriva sostanzialmente da due spunti: uno di natura tecnica, dove si evidenzia nel lavoro una fase compositiva della scena in forma compressa, tutta incentrata verso la figura della Madonna che offre il Bambino al più anziano tra i re Magi; l'altro elemento che corrobora la datazione dell'opera è la presenza di fonti sei-settecentesche che descrivono la tavola all'interno della cappella Angrisani, nella chiesa del Gesù Vecchio. La suddetta famiglia sarebbe, secondo gli studiosi, la diretta committente del dipinto essendo infatti conservatrice dell'antica dedica ai re Magi che apparteneva alla famiglia del Balzo, prima proprietaria della cappella Angrisani.
Andata dispersa verso la fine del XIX secolo, la tavola è stata ritrovata nei depositi del complesso di San Lorenzo e dopo diversi lavori di restauro è stata collocata nella IV cappella a sinistra della stessa basilica.
Marco dal Pino eseguì nel 1567 circa ancora un altro dipinto a medesimo soggetto, oggi conservato presso il museo di Capodimonte. 